# Safranbach
Der Safranbach ist ein rechter Zufluss der Rohrach bei Heidenheim im mittelfränkischen Landkreis Weißenburg-Gunzenhausen.

## Verlauf
Der Safranbach entspringt im Naturpark Altmühltal am Westrand des Hahnenkamms in einem quellreichen Gebiet nördlich des Roten Bergs auf einer Höhe von 541 m ü. NHN südöstlich von Hohentrüdingen und südwestlich von Kreuthof und Balsenmühle. Unweit entspringen auch der Lothbach und der Faulerwasenbach. Der Safranbach fließt beständig in eine östliche bis südöstliche Richtung, größtenteils durch ein Waldgebiet und erst am Unterlauf durch eine Offenlandschaft im Vorland der Südlichen Frankenalb. Er nimmt während seines Laufs mehrere kleinere, unbenannte Zuflüsse auf. Er speist unweit seiner verrohrt führenden Mündung mehrere Weiher, bis er nach einem Lauf von rund 1,2 Kilometern bei der Scheckenmühle auf einer Höhe von ungefähr 485 m ü. NHN unweit der Staatsstraße 2384 und der Steinerne Rinne bei Hechlingen von rechts bzw. von Westen in die Rohrach mündet.